# Agália
Agália é a revista órgão de expressão da Associaçom Galega da Língua (AGaL).

## Orientações
Desde 1985, a Agália tem recolhido três orientações básicas: uma de tipo associativo, outra de tipo literária e outra de tipo científica. Como órgão de expressão, a revista introduzirá em cada número notícia das várias atividades da AGaL relacionadas com a promoção da língua e do reintegracionismo, muitas delas principalmente culturais e divulgativas. Como revista de uma asssociação de língua, recolherá também colaborações com textos de criação em prosa e em verso, assim como outros trabalhos artísticos entre os que se destacam ilustrações e fotografias, intercalados com um cuidado grafismo que destaca, nomeadamente, desde o número 62. A vertente científica será também uma das mais características da Agália, com estudos, notas e recensões nos âmbitos das ciências sociais e humanas, não só no estritamente linguístico e filológico.

## História
A revista Agália apareceu em 1985, com o subtítulo de "Publicaçom Internacional da Associaçom Galega da Língua", como órgão através do qual informar, com periodicidade trimestral, das atividades da entidade e com o objetivo de contribuir como ferramenta de coexão da sua base associativa. Pretendia, ademais, servir como espaço para a intervenção no âmbito académico galego de uma óptica reintegracionista impulsionada pela própria Associaçom Galega da Língua.
Entre 1985 e 2000, a Agália caracteriza-se por apresentar uma periodicidade trimestral, atingindo um total de 61 números sob as direções, primeiro, da então Presidente da AGaL, a Professora Doutora Maria do Carmo Henríquez Salido, da Universidade de Vigo e, depois, do Professor Doutor José-Martinho Montero Santalha, também da Uvigo, que depois será eleito Presidente da Academia Galega da Língua Portuguesa.
Em 2000, o Professor Doutor Carlos Quiroga é encarregado da direção da revista, que continua publicando, desde essa altura, números duplos semestrais. A solução dos números duplos obedece. Ademais, em 2002, no número 69/70, a Agália muda o seu subtítulo pelo de "Revista de Ciências Sociais e Humanidades".
Em 2011, a revista atinge o seu número 100, e muda novamente o subtítulo pelo de "Revista de Estudos na Cultura". Esta nova etapa, sob a direção do Professor Doutor Roberto Samartim da Universidade da Corunha continua o caráter semestral e reforça a orientação científica, acompanhando o conjunto de regras e avaliação da qualidade estabelecidos no nível internacional para este tipo de publicações.